# Prix Ozo
Prix Ozo är ett travlopp för 3-åriga varmblodiga ston som körs på Vincennesbanan utanför Paris i Frankrike varje år. Det går av stapeln samma dag som Prix Kalmia. Det är ett Grupp 2-lopp, det vill säga ett lopp av näst högsta internationella klass. Loppet körs över distansen 2175 meter tidigare 2850 meter. Förstapris är 54 000 euro, vilket gör loppet till ett av de större treåringsloppen i Frankrike.

## Vinnare
| År   | Häst               | Efter              | Kusk                 | Tränare                | Distans | Tid    |
| ---- | ------------------ | ------------------ | -------------------- | ---------------------- | ------- | ------ |
| 2024 | Liza Josselyn      | Ready Cash         | Jean-Michel Bazire   | Jean-Michel Bazire     | 2 175 m | 1'13"1 |
| 2023 | Kana de Beylev     | Express Jet        | Benjamin Rochard     | William Bigeon         | 2 175 m | 1'12"0 |
| 2022 | Jazzy Perrine      | Django Riff        | Éric Raffin          | Tomas Malmqvist        | 2 175 m | 1'14"7 |
| 2021 | Inoubliable        | Prodigious         | Jean-Philippe Dubois | Philippe Moulin        | 2 850 m | 1'15"3 |
| 2020 | Havana d'Aurcy     | Royal Dream        | Alexandre Abrivard   | Jean-Michel Bazire     | 2 850 m | 1'17"5 |
| 2019 | Green Grass        | Bold Eagle         | Gabriele Gelormini   | Sébastien Guarato      | 2 700 m | 1'14"0 |
| 2018 | Fiorella de Ted    | Up and Quick       | Franck Nivard        | Franck Leblanc         | 2 700 m | 1'14"5 |
| 2017 | Erminig d'Oliverie | Scipion du Goutier | Franck Nivard        | Franck Leblanc         | 2 700 m | 1'13"7 |
| 2016 | Dawana             | Ready Cash         | Gabriele Gelormini   | Philippe Allaire       | 2 175 m | 1'13"5 |
| 2015 | Cosmic Girl        | Sam Bourbon        | Pierre Vercruysse    | Grégory Laurent        | 2 175 m | 1'13"5 |
| 2014 | Billie de Montfort | Jasmin de Flore    | Éric Raffin          | Sébastien Guarato      | 2 175 m | 1'13"6 |
| 2013 | Alésia d'Atout     | Défi d'Aunou       | Mathieu Mottier      | Dominique Mottier      | 2 175 m | 1'13"3 |
| 2012 | Vanika du Ruel     | Jardy              | Franck Anne          | Franck Anne            | 2 175 m | 1'13"6 |
| 2011 | Une Lady en Or     | Kaisy Dream        | Pierre Levesque      | Pierre Levesque        | 2 175 m | 1'13"8 |
| 2010 | Touch of Quick     | Jasmin de Flore    | Franck Nivard        | Åke Kristoffersson     | 2 175 m | 1'12"7 |
| 2009 | Salsa Beji         | Not Disturb        | Tony Le Beller       | Fabrice Souloy         | 2 175 m | 1'15"0 |
| 2008 | Royal Crown        | Love You           | Bernard Piton        | Jean Baudron           | 2 175 m | 1'13"2 |
| 2007 | Qualie d'Any       | Gai d'Hautmonière  | Jean-Michel Bazire   | Jean-Michel Bazire     | 2 175 m | 1'14"3 |
| 2006 | Pearl Queen        | Carpe Diem         | Thierry Duvaldestin  | Thierry Duvaldestin    | 2 175 m | 1'13"7 |
| 2005 | Olivia Jet         | Halimède           | Pierre Vercruysse    | Jean-Étienne Dubois    | 2 175 m | 1'13"8 |
| 2004 | Nina des Racques   | Coktail Jet        | Jorma Kontio         | Fabrice Souloy         | 2 175 m | 1'14"9 |
| 2003 | Mahana             | Défi d'Aunou       | Jean-Étienne Dubois  | Jean-Pierre Dubois     | 2 175 m | 1'16"2 |
| 2002 | Lara du Goutier    | Workaholic         | Jean-Michel Bazire   | Thierry Duvaldestin    | 2 175 m | 1'13"5 |
| 2001 | Kiss Melody        | Extreme Dream      | Dominik Locqueneux   | Pierre-Désiré Allaire  | 2 175 m | 1'13"6 |
| 2000 | Just Like That     | Buvetier d'Aunou   | Jean-Pierre Dubois   | Jean-Pierre Dubois     | 2 175 m | 1'15"8 |
| 1999 | Island Dream       | Coktail Jet        | Jean-Pierre Dubois   | Jean-Pierre Dubois     | 2 175 m | 1'14"2 |
| 1998 | Hindie             | Tarass Boulba      | Serge Peltier        | Bernard Chaucheprat    | 2 175 m | 1'15"1 |
| 1997 | Gentille de Brévol | Viking's Way       | Alain Laurent        | Alain Laurent          | 2 175 m | 1'17"6 |
| 1996 | Floda Josselyn     | Workaholic         | Jean-Michel Bazire   | L. Goncalves-Fernandes | 2 175 m | 1'17"7 |
| 1995 | Ezira Josselyn     | Royal Prestige     | Jean-Philippe Dubois | Jean-Philippe Dubois   | 2 700 m | 1'18"4 |
| 1994 | Danse avec le Feu  | Armbro Goal        | Jean-Pierre Dubois   | Jean-Pierre Dubois     | 2 175 m | 1'16"1 |
| 1993 | Classe de Tillard  | Workaholic         | Jean-Claude Hallais  | Jean-Claude Hallais    | 2 375 m | 1'18"1 |
| 1992 | Bahama             | Quito de Talonay   | Jean-Étienne Dubois  | Jean-Pierre Dubois     | 2 100 m | 1'16"8 |